# Alte Evangelische Kirche Wattenscheid

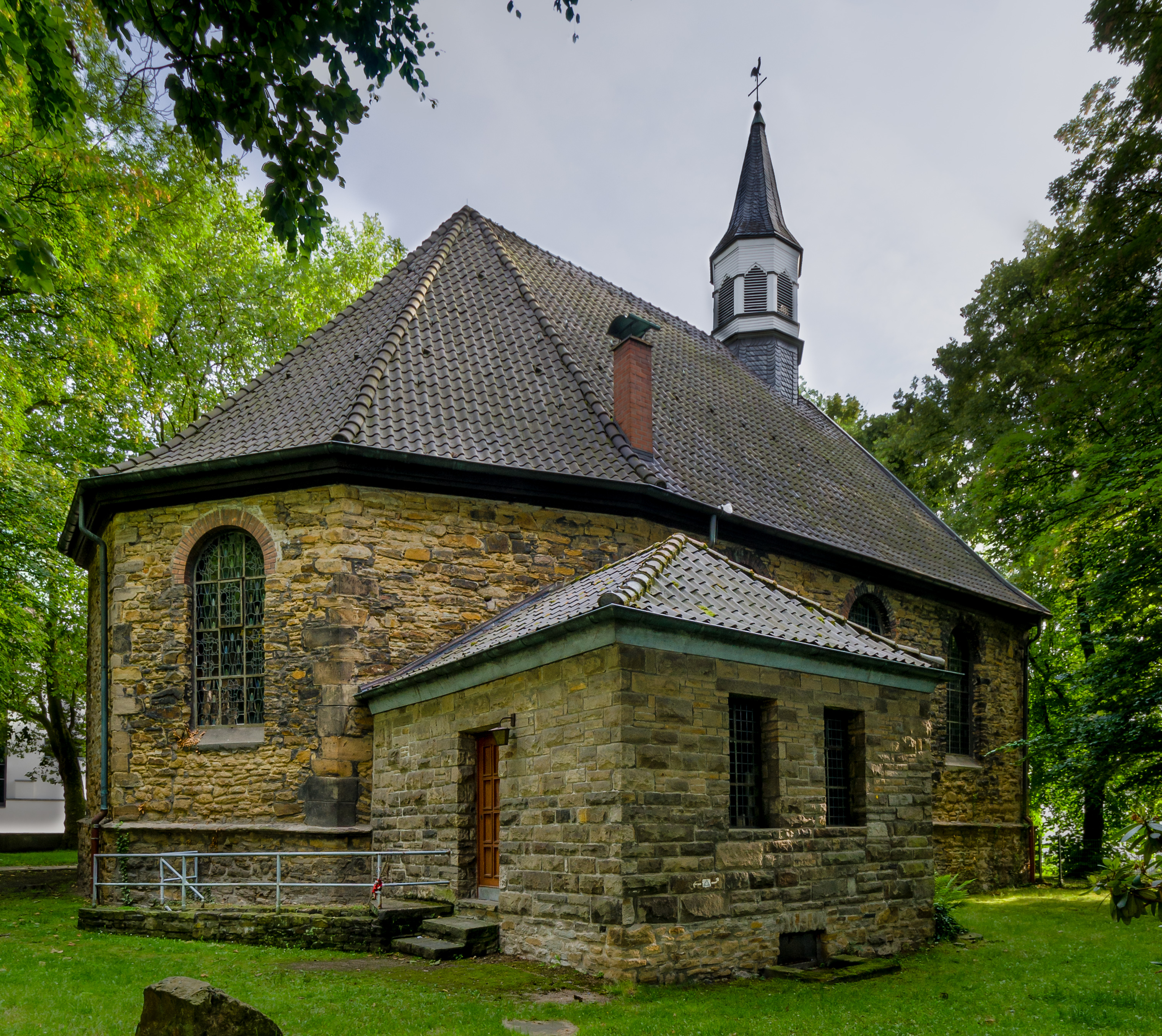
Kirchengebäude

Die Alte Evangelische Kirche ist ein denkmalgeschütztes Kirchengebäude in Wattenscheid, einem Stadtteil von Bochum in Nordrhein-Westfalen.

## Geschichte und Architektur
Der schlichte, barocke Saal aus hammerrechtem Bruchstein mit Eckquadern wurde mit Unterbrechungen von 1686 bis 1763 errichtet. Der Chor schließt fünfseitig. Dem Gebäude wurde ein oktogonaler Dachreiter aufgesetzt. Die Kirche wurde im Zweiten Weltkrieg stark beschädigt und bis 1950 wiederhergestellt. An der Westseite finden sich Verzahnungen für einen geplanten Turm. Das Portal und die Rundbogenfenster im Langhaus wurden 1956/57 erneuert. 1968 wurde eine Sakristei gebaut. Im Inneren ruht ein spitz gewölbtes Tonnengewölbe auf Holzsäulen. Die Kirche wurde 2015 umfassend renoviert.

## Ausstattung
- Der Altaraufsatz aus Lindenholz mit gewundenen Säulen und ornamentalen Wangen stammt aus der Zeit um 1660/70.
- Statt des Altarblattes von 1694 wurde eine wenig ältere Kanzel eingebaut und mit einem neuen Schalldeckel zu einem Kanzelaltar ergänzt.
- Der hölzerne Orgelprospekt wurde um 1718 von Johann Wey angefertigt. Die eingepasste Orgel wurde 1964 von Detlef Kleuker angefertigt. Sie wurde 2015 ebenfalls von der Firma Orgelbau Schulte saniert.[1]
- Die Empore wurde in der zweiten Hälfte des 18. Jahrhunderts eingebaut.
- Die beiden Grabplatten sind aus dem 18. Jahrhundert.